# Урнек
Урне́к (каз. Өрнек) — село у складі Карабалицького району Костанайської області Казахстану. Входить до складу Урнецького сільського округу.
Населення — 71 особа (2021; 190 у 2009, 343 у 1999, 367 у 1989).